# 蛸草
蛸草（たこくさ）は、兵庫県加古郡稲美町の大字。郵便番号は675-1116。

## 地理

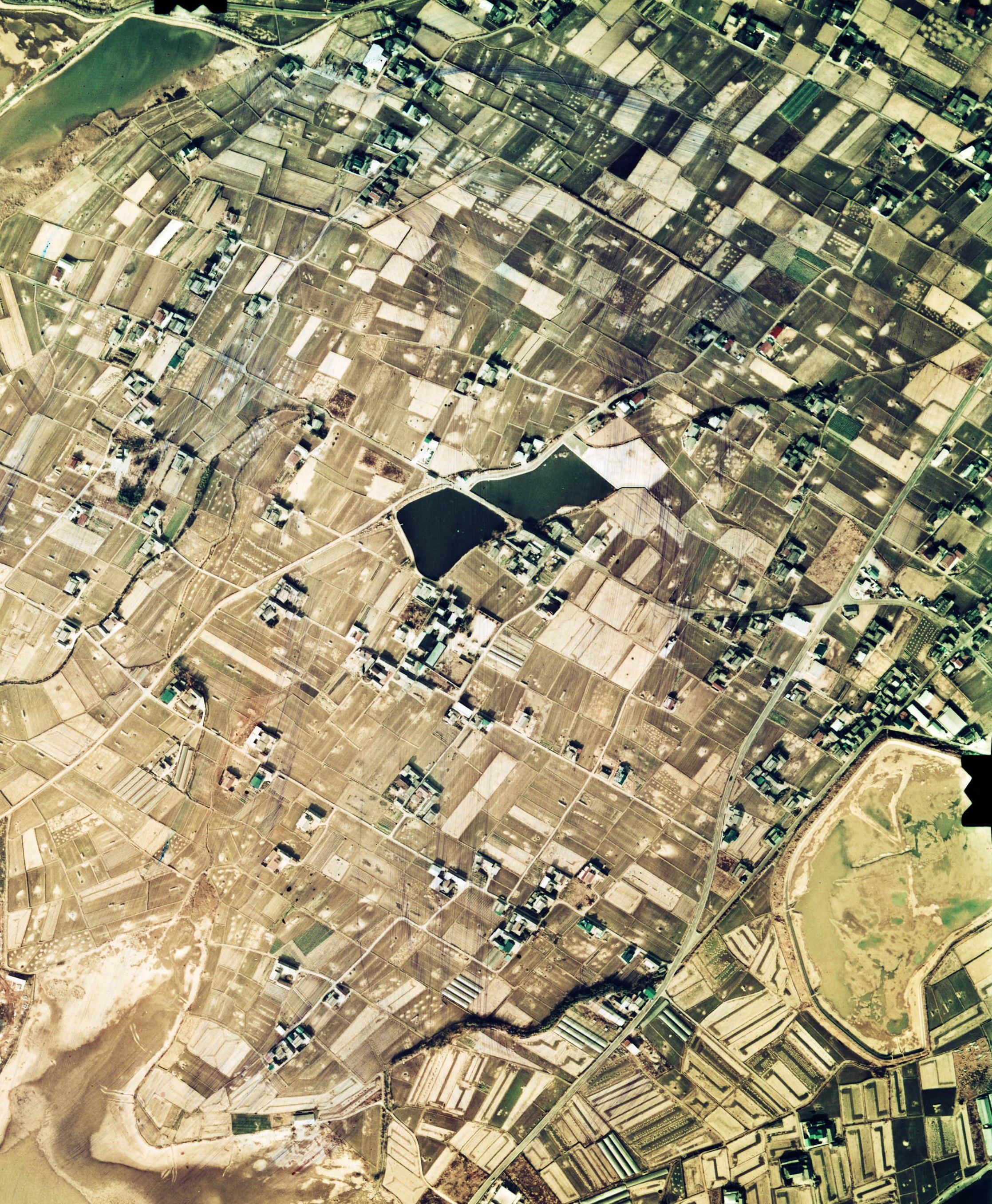
蛸草（1974年度撮影）

稲美町中心部の母里地区に属する。印南野台地の中央部からやや南側に位置する田園地帯である。かつては蛸草新と呼ばれ、蛸草庄・蛸草谷と呼ばれていた区域がある。東側と南側は岡・印南・西側は国安・北側は国岡・野寺・野谷と接する。

## 歴史

### 沿革
- 1666年 - 神出郷と論争が起きる。[7]
- 1852年 - 印南新村（現:印南）で水争いをする。[8]
- 1873年12月 - 稲美町立母里小学校が戎山に開校する。[9]
- 1893年10月 -  母里小学校が野寺字上南岡に移転する。[9]
- 1897年 - 亀の石碑が建立される。[10]
- 1916年 - 蛸草に改名される。[4]
- 1955年3月30日 - 母里村大字蛸草から稲美町大字蛸草に変更される。

### 字域の変遷
| 実施前               | 実施年        | 実施後               |
| -------------------- | ------------- | -------------------- |
| 加古郡母里村蛸草新   | 1916年        | 加古郡母里村蛸草     |
| 加古郡母里村大字蛸草 | 1955年3月30日 | 加古郡稲美町大字蛸草 |

## 世帯数と人口
2022年（令和4年）2月28日現在の世帯数と人口は以下の通りである。
| 町丁 | 世帯数  | 人口  |
| ---- | ------- | ----- |
| 蛸草 | 405世帯 | 993人 |

## 小・中学校の学区
町立小・中学校に通う場合、学区は以下の通りとなる。
| !番地 | 小学校             | 中学校             |
| ----- | ------------------ | ------------------ |
| 全域  | 稲美町立母里小学校 | 稲美町立稲美中学校 |

## 交通

### 鉄道
地内には鉄道は走っていない。

### バス
- 神姫バス

### 道路

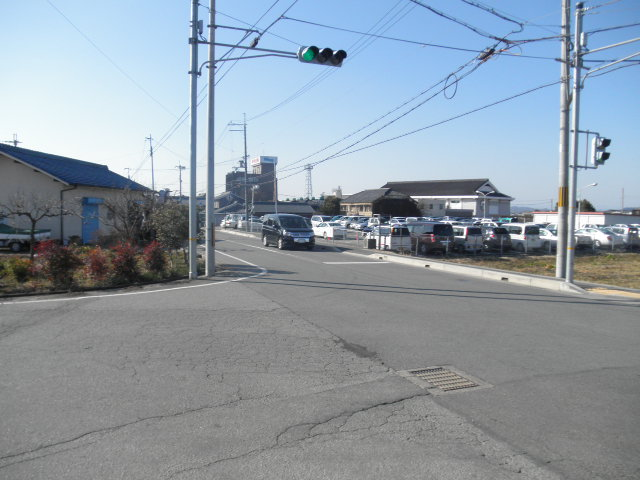
兵庫県道148号大久保稲美加古川線
- 兵庫県道381号野谷平岡線
- 兵庫県道514号志染土山線

- 兵庫県道381号野谷平岡線

## 施設
- 天満大池（蛸草大池）[5]
- 母里郵便局

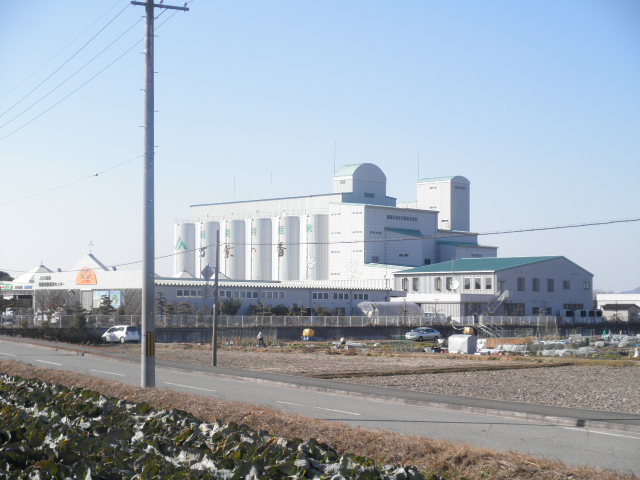
キング醸造本社工場
- 木下製缶稲美工場
- 宮家興産稲美工場
- 亀の石碑[10]

- キング醸造本社工場